# Yağmur Ün

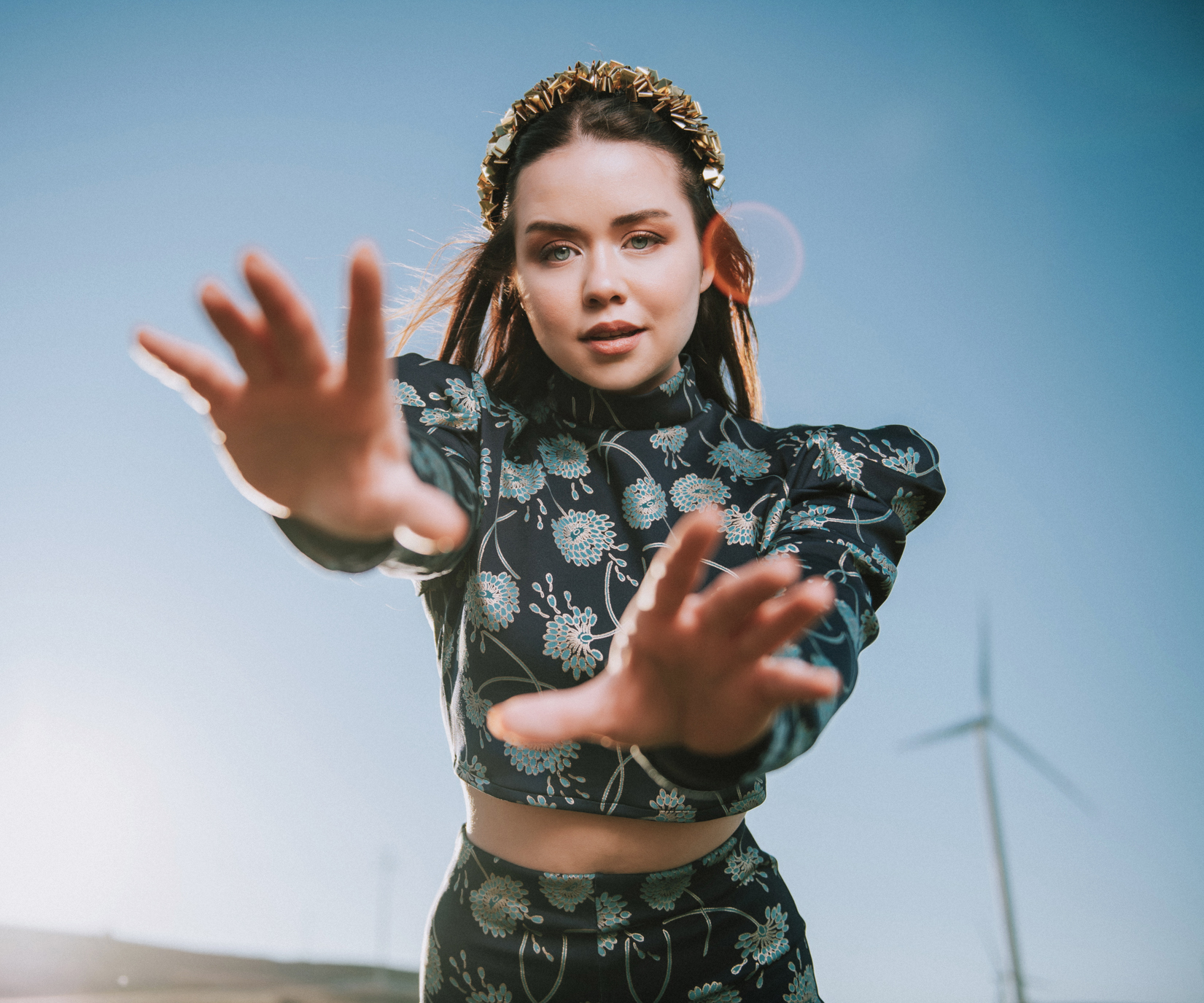
Yağmur Ün

Yağmur Ün (* 4. November 1995 in Istanbul) ist eine türkische Schauspielerin.

## Leben und Karriere
Ün wurde am 4. November Istanbul geboren. Ihr Debüt gab sie 1999 in der Serie Fanatik als Kinderdarstellerin. 2002 bekam sie eine Rolle in der Fernsehserie Zerda. Danach spielte sie 2004 in Haziran Gecesi. Anschließend trat Ün 2010 in Elde Var Hayat auf. Unter anderem spielte sie 2011 in Alemin Kıralı mit. Ihre erste Hauptrolle bekam sie in a Hıyanet Sarmalı. 2017 spielte sie in den Kinofilm Söz die Hauptrolle. Danach trat sie 2021 in den Film Çember auf. 2022 spielte sie in Soygun Oyunu: Büyük Vurgun mit. Im selben Jahr heiratete sie Doğaç Ergezen.

## Filmografie
Filme
- 2005: Medine
- 2017: Göçebe
- 2017: Keloğlan
- 2020: Randıman
- 2021: Çember
- 2022: Soygun Oyunu: Büyük Vurgun

Serien
- 1999: Fanatik
- 2002: Zerda
- 2004: Ah Be İstanbul
- 2004: Haziran Gecesi
- 2004: Hızlı Adımlar
- 2010: Elde Var Hayat
- 2011–2013: Alemin Kıralı
- 2013: Nerde O Yeminler
- 2014: Hıyanet Sarmalı
- 2014: Sungurlar
- 2014–2015: Yetim Gönüller
- 2015–2016: Kırgın Çiçekler
- 2017–2019: Söz
- 2020: Kalk Gidelim